# Oratoriánusok
Az oratoriánusok vagy oratoristák (latinul: Congregatio Oratorii, röv. COr.) Néri Szent Fülöp által 1565-ben Rómában alapított világi papok kongregációja. Franciaországban hasonló társulatot alapított 1616-ban Bérulle Péter későbbi bíboros.

## Története
1574-ben XIII. Gergely pápától nyertek megerősítést, majd 1631-ben V. Páltól  is.
Szabályzatukat 1583–1612 között dolgozták ki, majd 1942-ben módosították. Kezdetben minden rendház teljesen önálló volt, azóta laza szövetséget alkotnak.

## Célja, tagjai
Céljaik, feladataik az egyházi tudományokban való önképzés mellett a betegápolás és a szenvedők segítése.
Bár tagjai szerzetesi fogadalmat nem tesznek, mégis fogadalmak szerint élnek; javaik fölött szabadon rendelkeznek, ellátásukért bizonyos összeget a közösbe adnak, az esti imánál, étkezéskor vannak együtt. A papok mellett laikus tagjai is vannak.
Az évszázadok során a rend kilenc tagját avatták szentté, vagy boldoggá. Jelenleg a rendnek 500 tagja van. Magyarországon nincsenek jelen.

## A közösség ismertebb tagjai
- Teodoro de Almeida
- Pedro José Bravo de Lagunas y Castilla Altamirano
- Caesar Baronius
- Dalos Patrik
- César Chesneau Dumarsais
- Joseph Fouché
- Auguste Joseph Alphonse Gratry
- Achille Harlay de Sancy
- Salvio Huix Miralpéix
- Luis Felipe Neri de Alfaro
- Nicolas Malebranche
- Jean-Baptiste Massillon
- Pierfrancesco Scarampi
- Richard Simon
- Ambrose St. John
- Tomás Luis de Victoria
- John Henry Newman

## Szentté, illetve boldoggá avatott rendtagok
- Néri Szent Fülöp (1515–1595) Szentté avatva: 1622. május 12. Ünnepe: május 26.
- Szalézi Szent Ferenc (1567–1622) Szentté avatva: 1665. április 8. Ünnepe: január 24.
- Szent Luigi Scrosoppi (1804–1884) A Gondviselés Teatinus Nővérei kongregáció alapítója. Szentté avatva: 2001. június 10. Ünnepe: október 5.
- Vaz Szent József (1651–1711) Boldoggá avatva: 1995. január 21., szentté avatva: 2015. január 14. Ünnepe: január 16.
- Szent John Henry Newman (1801–1890) Boldoggá avatva: 2010. szeptember 19., szentté avatva 2019. október 13. Ünnepe: október 22.
- Boldog Ancina János Juvenál püspök (1545–1604) Boldoggá avatva: 1890. február 9. Ünnepe: augusztus 31.
- Boldog Antony Grassi (1592–1671) Boldoggá avatva: 1990. szeptember 30. Ünnepe: december 15.
- Boldog Sebastian Valfrè (1629–1710) Boldoggá avatva: 1834. augusztus 31. Ünnepe: január 30.
- Boldog Salvio Huix Miralpeix (1887–1936) Boldoggá avatva: 2013. október 13. Ünnepe: november 6.

## Oratóriumaik honlapjai
- Oratory of St John Vianney Archiválva 2015. május 3-i dátummal a Wayback Machine-ben
- Oratory of Saint Philip Neri – General Procura (Rome)
- Oratory of St. Philip Neri – Mexican Federation
- Oratory of St. Philip Neri – German Federation
- London (Brompton) Oratory Archiválva 2020. augusztus 14-i dátummal a Wayback Machine-ben
- Birmingham Oratory
- The Cause for the Canonisation of John Henry Cardinal Newman
- New Brunswick (NJ) Oratory
- Oxford Oratory
- Pittsburgh Oratory
- Community-in-Formation of the Oratory of St. Philip Neri in Fort Wayne, IN
- Community-in-Formation of the Oratory of St. Philip Neri in Lewiston, ME
- Community-in-Formation of the Oratory of St. Philip Neri in Washington, DC Archiválva 2015. április 25-i dátummal a Wayback Machine-ben
- Philadelphia Oratory Archiválva 2015. május 16-i dátummal a Wayback Machine-ben
- Brooklyn Oratory
- The Poznań Oratorian Community – Poland
- Port Elizabeth Oratory – South Africa
- Port Antonio Oratory in Formation – Jamaica